# St.-Viti-Gymnasium Zeven
Das St.-Viti-Gymnasium Zeven ist ein allgemeinbildendes Gymnasium in der niedersächsischen Stadt Zeven im Landkreis Rotenburg (Wümme). Die Schule ist benannt nach dem heiligen Veit (Vitus). Seit dem 1. Mai 2007 ist das St.-Viti-Gymnasium Ausbildungsschule für das Studienseminar in Stade.

## Beschreibung
Das Gymnasium wird von ca. 920 Schülerinnen und Schülern der Klassen bzw. Jahrgänge 5 bis 13 besucht. Sie werden von etwa 90 Pädagogen unterrichtet (2019).

## Besonderheiten der Schule
Am 28. August 2019 wurde das St.-Viti-Gymnasium Zeven beim Geschichts-Wettbewerb des Bundespräsidenten als erfolgreichste Geschichts-Schule in Niedersachsen ausgezeichnet.

## Geschichte
Nachdem der Magistrat der Stadt Zeven im Jahr 1954 beschlossen hatte, eine Oberschule einzurichten, begann 1955 für die ersten Schüler der neugegründeten St.-Viti-Schule der Unterricht. Er fand zunächst in einem ehemaligen Flüchtlingswohnheim statt.

### Schulbau
In den vergangenen Jahrzehnten wurden zahlreiche Erweiterungs- und Umbauten und Modernisierungen vorgenommen, sodass sich das St.-Viti-Gymnasium heute in einem modernen und gepflegten Baukörper präsentiert, der heutigen Ansprüchen gerecht wird.

## Schulleiter
- Hans-Georg Wilke: 1974 bis 1998
- Elmar Wagener: 1998 bis 2011
- Christian Mattick: seit 2011

## Ehemalige Schüler
- Heiner Hastedt (* 1958; Abitur 1976), Philosoph, Professor an der Universität Rostock
- Eike Holsten (* 1983; Abitur 2002), Politiker (CDU)
- Werner Wölbern (* 1961), Theater- und Filmschauspieler
- Rolf Mahnken (* 1957), Ingenieur, Wissenschaftler und Hochschullehrer
- Heiner Hastedt (* 1958), Philosoph und Professor
- Wilfried Dubbels (* 1950), Apotheker, Autor und Bodybuilder
- Jojo Brandt (* 1967), Musiker, Gitarrist, Keyboarder und Songwriter